# Пятенко Володимир Миколайович
Володи́мир Микола́йович Пяте́нко (нар. 9 вересня 1974 року, Прокоп'євськ, Кемеровська область, РРФСР, СРСР) — український футболіст, захисник. Нині — тренер.

## Клубна кар'єра
Вихованець кримського футболу. Перший тренер — С. Шаферов.
На клубному рівні почав грати ще в чемпіонаті СРСР, в 16-річному віці за «Океан» (Керч), а потім за нього ж у першому чемпіонаті незалежної України. Потім був запрошений в головний клуб Криму, «Таврію», що грала у Вищій лізі.
Після трьох сезонів в «Таврії» прийняв запрошення від донецького «Шахтаря», в якому відіграв 28 матчів у дебютному сезоні. Потім через травму втратив місце в «основі» і став переважно грати за другу команду гірників.
На початку 1998 року перейшов до харківського «Металіста», якому того ж року допоміг вийти до вищої ліги, де провів сезон 1998/99. Згодом грав у донецькому «Металурзі», з якого здавався в оренду до «Ворскли».
У 2003—2004 роках виступав в Росії за «СКА-Енергію» (Хабаровськ), потім повернувся в Україну, де завершив кар'єру у складі вінницької «Ниви» в 2005 році.

## Виступи за збірну
У 1994—1995 роках грав за молодіжну збірну України, провівши 8 ігор і забивши 2 голи.

## Тренерська кар'єра
З 2008 року Пятенко працював у тренерському штабі донецького «Металурга». 12 листопада 2010 року став виконувачем обов'язків головного тренера клубу після відставки Ніколая Костова.
4 травня 2011 року його було знову призначено в. о. головного тренера «Металурга» після відставки Андрія Гордєєва, а з 10 червня 2011 року став повноцінним головним тренером клубу, залишаючись на посаді до літа 2012 року.
У січні 2013 року став головним тренером вірменського «Бананца» (Єреван), який за Пятенка посів останнє місце в чемпіонаті Вірменії і вилетів у другий дивізіон. Після цього у серпні 2013 року Володимир повернувся в «Металург», де знову недовго був в.о. головного тренера, а у червні 2014 року Пятенко знову став головним тренером клубу, залишаючись на цій посаді до літа 2015 року, коли «Металург» припинив своє існування.
З літа 2015 року працював експертом на українському телебаченні. У січні 2017 року він прийняв пропозицію очолити білоруський клуб «Крумкачи», але вже в травні того ж року з сімейних причин покинув Мінськ.
12 січня 2018 року Пятенко був призначений головним тренером київської «Оболоні-Бровар». У сезоні 2017/18 «пивовари» фінішували на 14-му місці в турнірній таблиці Першої ліги, після чого головний тренер покинув клуб.
У сезоні 2018/19 працював тренером одеського «Чорноморця» в тренерському штабі Ангела Червенкова.
Влітку 2021 року Пятенко очолив відновлений жіночий клуб «Динамо» (Київ). Сезон 2021/22 не був дограний через повномасштабне вторгнення Росії, тим не менш «динамівки» отримали право на наступний сезон зіграти у вищому дивізіоні. Там підопічні Пятенка посіли 7 місце, після чого тренер покинув команду.
Влітку 2023 року Пятенко очолив «Житлобуд-1», жіночу команду футбольного клубу «Металіст 1925», а в серпні також паралельно став новим головним тренером жіночої збірної України.

## Особисте життя
Одружений, має доньку.

## Досягнення
- Чемпіонат України
  - Друге місце (1): 1997
- Кубок України
  - Володар (1): 1997